# Love Letters
För andra betydelser, se Love Letters (olika betydelser).
Love Letters är en sång skriven av Victor Young och Edward Heyman 1945.
Låten dök upp, utan text, i filmen med samma namn framförd av Dick Haymes, och nominerades till Oscar för bästa originallåt 1945 men förlorade mot It Might as Well Be Spring. Låten har framförts av ett antal artister, framför allt av Nat King Cole (1957), Ketty Lester (1962), Elvis Presley (1966) och Alison Moyet (1987).

## Ketty Lesters version
År 1962 släppte Era Records Ketty Lesters version av Love Letters tillsammans med I'm a Fool to Want You. Lesters inspelning av Love Letters, med Lincoln Mayorgas  pianoarrangemang och Earl Palmer på trummor, nådde i början av 1962 nummer 5 på Billboard Hot 100.
Skivan nådde också nummer 2 på R&B-listan och nummer 4 på UK Singles Chart. Den såldes i över en miljon exemplar och belönades med en guldskiva av RIAA. År 1991 rankades den på 176:e plats i den RIAA-kompilerade listan över Århundradets sånger.
Denna version fanns också med som soundtrack till David Lynch-filmen Blue Velvet (1986).

### Topplistor
| Topplista (1962)            | Topplacering |
| --------------------------- | ------------ |
| Australia Kent Music Report | 10           |
| Ireland IRMA                | 8            |
| New Zealand RIANZ           | 6            |
| UK Singles Chart            | 4            |
| U.S. Billboard Hot 100      | 5            |
| U.S. Billboard Hot R&B      | 2            |

## Elvis Presleys version
Elvis Presley spelade in sin version av Love Letters den 26 maj 1966. Drygt en vecka senare, den 8 juni 1966, släppte RCA låten som singel tillsammans med Come What May. Love Letters nådde som bäst plats 19 på Billboard Hot 100 den 22 juli 1966. Den låg på listan i sju veckor. Musiker på originalinspelningen var Scotty Moore på elgitarr, Chip Young på akustisk gitarr, David Briggs på piano, Bob Moore på bas, D. J. Fontana på trummor, Buddy Harman på slagverk, Boots Randolph och Rufus Long på saxofon och Pete Drake på pedal steel-gitarr. Elvis Presley spelade in en ny version av låten 1970 och släppte därefter den nya versionen på albumet Love Letters from Elvis 1971.

## Alison Moyets version
År 1987 släppte Alison Moyet sin version av låten som en singel utan ge ut den på ett album. Den nådde nummer 4 i Storbritannien och låg kvar på listorna i 12 veckor. En musikvideo med Dawn French och Jennifer Saunders filmades för att marknadsföra singeln.
När Moyet pratade med The Quietus 2013 avslöjade Moyet att hon spelade in Love Letters eftersom hon visste att det skulle bli en hit: Love Letters och Weak in the Presence of Beauty – inga låtar som jag gillar nu – de är båda mitt fel. Jag hittade dem. Det var då jag kände mig smart och trodde att jag visste vad en hit var." Hon berättade vidare för BBC 2004: "Efter att mina versioner av Love Letters och That Ole Devil Called Love togs emot väl, fanns det en klar press på mig att bli någon sorts jazzdiva."
Vid utgivningen beskrev Music & Media Moyets version som "temperamentsfull" och "med sparsamt ackompanjemang". Zodiac Mindwarp,  gästrecensent för Smash Hits, menade att låten var "mycket bra gjord" men att den  påminde om Simply Red. Record Mirrors Carole Linfield kritiserade Moyets tolkning som "tråkig" och för en "långsam och flummig cover".

### Topplistor
| Topplista (1987)          | Topplacering |
| ------------------------- | ------------ |
| Belgian Singles Chart (V) | 24           |
| Dutch Singles Chart       | 40           |
| Ireland IRMA              | 6            |
| New Zealand RIANZ         | 39           |
| South African Charts      | 11           |
| UK Singles Chart          | 4            |

## Andra versioner
- Dick Haymes (inspelad 1945, US No. 11)[27]